# 萊膠道
萊膠道（らいこう-どう）は、中華民国北京政府により設置された山東省の道。

## 沿革
1915年（民国4年）10月に設置、道尹は膠県に設置され、下部に膠県、高密、即墨、掖県、平度、濰県、昌邑、安丘、諸城の9県を管轄した。1928年（民国17年）5月に廃止されている。

## 行政区画
廃止直前の下部行政区画は下記の通り。（50音順）
- 安丘県
- 濰県
- 掖県
- 膠県
- 高密県
- 昌邑県
- 諸城県
- 即墨県
- 平度県